# موريل روبرتسون
موريل روبرتسون (بالإنجليزية: Muriel Robertson)‏
(ولدت 8 أبريل 1883 - 14 يونيو 1973)  كانت عالمة أوليات وعالمة جراثيم في معهد ليستر، لندن. في الفترة الواقعة ما بين 1915 إلى 1961. وقدمت الاكتشافات الرئيسية من دورة حياة المثقبيات البروسية.